# Гласхармоника
Гласхармоника(стъклена хармоника или армоника) е музикален перкусионен инструмент от групата на фрикционните инструменти./Да не се бърка с духовя инструмент хармоника/.
Състои се от стъклени сфери, полукълба, пръчки или тръби с различна големина, нанизани на метална тръба и разположени в дървена кутия, която служи за резонатор. Стъклените сфери се привеждат в трептене чрез търкане с мокри пръсти. Широко разпространение получава стъклената хармоника, създадена през 1762 г. от Бенджамин Франклин, който закрепва стъклени полукълба към обща ос. Оста се привежда във въртеливо движение посредством педал така, че при въртенето кълбата непрекъснато се овлажняват.
По-късно хармониката е усъвършенствана, като към нея е допълнена и клавиатура и новият инструмент е наречен клавихармоника. През 19 век инструментът излиза от употреба, но напоследък изпълненията на него се възраждат.